# NGC 7068
NGC 7068 est une galaxie spirale située dans la constellation de Pégase. Sa vitesse par rapport au fond diffus cosmologique est de 4 903 ± 24 km/s, ce qui correspond à une distance de Hubble de 72,3 ± 5,1 Mpc (∼236 millions d'al). NGC 7068 a été découverte par l'astronome allemand Albert Marth en 1863.
Selon la base de données Simbad, NGC 7068 est une candidate au titre de galaxie à noyau actif.

## Supernova
La supernova SN 2003ei a été découverte dans NGC 7068 le 19 mai 2003 dans le cadre du programme LOTOSS de l'Observatoire de Lick. Cette supernova était de type IIn et sa magnitude au moment de sa découverte était de 17,2.